# Ácsva
Ácsva (románul: Avram Iancu, korábban Aciua) falu Romániában, a Partiumban, Arad megyében. Román nevét Avram Iancu román felkelővezérről kapta.

## Fekvése
A Béli-hegységben, Borossebestől 24 km-re keletre fekvő szétszórt település.

## Nevének eredete
Neve az ács foglalkozásnévből származik, a helység jelentésű -ova szláv utótaggal. Nevét 1439-ben említette először oklevél Alsovachva alakban. 1441-ben p. Felsew Achwa, 1444-ben pr. Achwa, 1477-ben Felsewaczua, 1553-ban Fenyeachowa, 1808-ban Acsuva, Acsova, 1913-ban Ácsva néven írták.

## Története
Ácsva a középkorban Zaránd vármegyéhez tartozott.
1477-ben Felsewaczua Világosvár tartozéka volt.
1510-ben Brandenburgi György birtoka volt. 1553-ban Suraklini Petrovics Péter temesi ispán, királynéi tanácsos Fenyeachowa valamint Csúcs, Lázur, Pestere, Pojána és Kaszarészi nevű szerzett birtokát néhai nővére: Kendi Ferencné Petrovics Anna Zsigmondtól született leánya: Katalin javára vallotta be.
1610-ben Sennyei Miklós birtoka volt, aki azt Bethlen Gábornak adta cserébe, ő pedig Rácz Györgynek adományozta. 1670-ben itt húzták meg Erdély és a hódoltság határát.
A trianoni békeszerződéselőtt Arad vármegye Nagyhalmágyi járásához tartozott.
1910-ben 1366 lakosából 1352 fő román, 11 magyar volt. A népességből 1351 fő görögkeleti ortodox volt.
A 2002-es népszámláláskor 756 lakosa közül 755 fő (99,9%) román, 1 fő (0,1%) ukrán nemzetiségű volt.